# Adolf Nieß

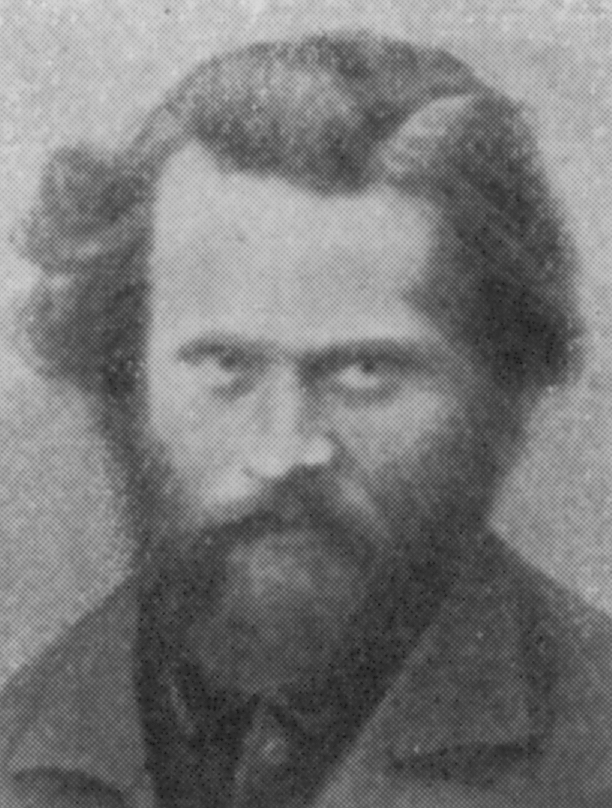
Adolf Nieß

Gustav Adolf Friedrich Nieß (* 1. Oktober 1824 in Leer (Ostfriesland); † 26. Februar 1863 in Hildesheim) war ein deutscher Maler und Zeichenlehrer. 

## Leben
Adolf Nieß, Sohn eines Leutnants, absolvierte die Hofschule und die höhere Bürgerschule in Hannover. Von Michaelis 1839 bis Ostern 1842 war er Schüler bei dem Stadtbaumeister August Heinrich Andreae und an der höheren Gewerbeschule in Hannover. 1842 bis 1846 studierte er an der Kunstakademie in Dresden, 1847 an der in Düsseldorf, wo er Schüler von Karl Ferdinand Sohn war.
Nach einer Reise durch Holland kehrte er nach Hannover zurück, wo er als Porträtmaler und Lehrer an verschiedenen Schulen lebte. Er war seit Februar 1848 am Schullehrerseminar tätig, seit 1851 an der Neustädter Knabenschule, von 1851 bis 1857 an der Stadttöchterschule, von 1853 bis 1862 an der höheren Töchterschule, von 1855 bis 1862 an der höheren Bürgerschule und seit 1856 als Lehrer für freies Handzeichnen an der polytechnischen Schule, wo er 1858 fest angestellt wurde.
1848 stellte er ein Genrebild auf der Ausstellung des Kunstvereins Hannover aus.